# Hava Nagila
Hava Nagila (hebreiska: הָבָה נָגִילָה) är en judisk folksång. Texten är baserad på orden i Psaltaren 118:24.

## Text
| Transkription               | Hebreiska                        | Svensk översättning                 |
| --------------------------- | -------------------------------- | ----------------------------------- |
| Havah nagilah               | הבה נגילה                        | Låt oss fröjdas                     |
| Havah nagilah               | הבה נגילה                        | Låt oss fröjdas                     |
| Havah nagilah venismechah   | הבה נגילה ונשמחה                 | Låt oss fröjdas och låt oss glädjas |
|                             | (upprepning av strofen en gång)  |                                     |
| Havah neranenah             | הבה נרננה                        | Låt oss jubla                       |
| Havah neranenah             | הבה נרננה                        | Låt oss jubla                       |
| Havah neranenah venismechah | הבה נרננה ונשמחה                 | Låt oss jubla och låt oss glädjas   |
|                             | (upprening av strofen en gång)   |                                     |
| Uru, uru achim!             | !עורו, עורו אחים                 | Vakna, vakna bröder!                |
| Uru achim b'lev sameach     | עורו אחים בלב שמח                | Vakna bröder, med ett glatt hjärta  |
|                             | (upprepning av raden tre gånger) |                                     |
| Uru achim, uru achim!       | !עורו אחים, עורו אחים            | Vakna bröder, vakna bröder!         |
| B'lev sameach               | בלב שמח                          | Med ett glatt hjärta                |

## Kända artister som framfört låten
- Abraham Zvi Idelsohn producerade den första kommersiella inspelningen 1922[1].
- Me First and the Gimme Gimmes
- Harry Belafonte
- Alma Cogan
- Irving Fields
- Ivan Rebroff
- Josephine Baker
- Frank Slay
- Chubby Checker
- Connie Francis
- Dick Dale
- Glen Campbell
- Celia Cruz
- Bob Dylan
- Lena Horne
- Vigen Derderian
- Jon Lord
- The Spotnicks, Bo Winberg
- Ron Jeremy [2]